# Francisco I. Madero
Francisco Ignacio Madero González,, né le 30 octobre 1873 à Parras de la Fuente (Coahuila) et mort assassiné le 22 février 1913 à Mexico, est un homme d'État mexicain qui est président de la République de 1911 à 1913.
Il est connu au Mexique comme el Apóstol de la Democracia, l'apôtre de la démocratie.

## Biographie

### Premières années
Il est le fils de Francisco Madero Hernández et de Mercedes González Treviño.
Il reçoit une éducation soignée chez les jésuites, puis part étudier à Baltimore, à HEC à Paris, après avoir effectué son cycle secondaire au lycée Hoche à Versailles. Il étudie aussi l'agriculture à l'université de Californie à Berkeley et la banque à la Culver Academies en Indiana.
Issu d'une famille de richissimes entrepreneurs proches des dignitaires du régime de Porfirio Díaz il veut apporter la démocratie au Mexique, mais sans bouleverser les cadres de la société ; il pense que la démocratie apporterait par elle-même et au fil du temps l'amélioration des conditions de vie pour l'ensemble des Mexicains.

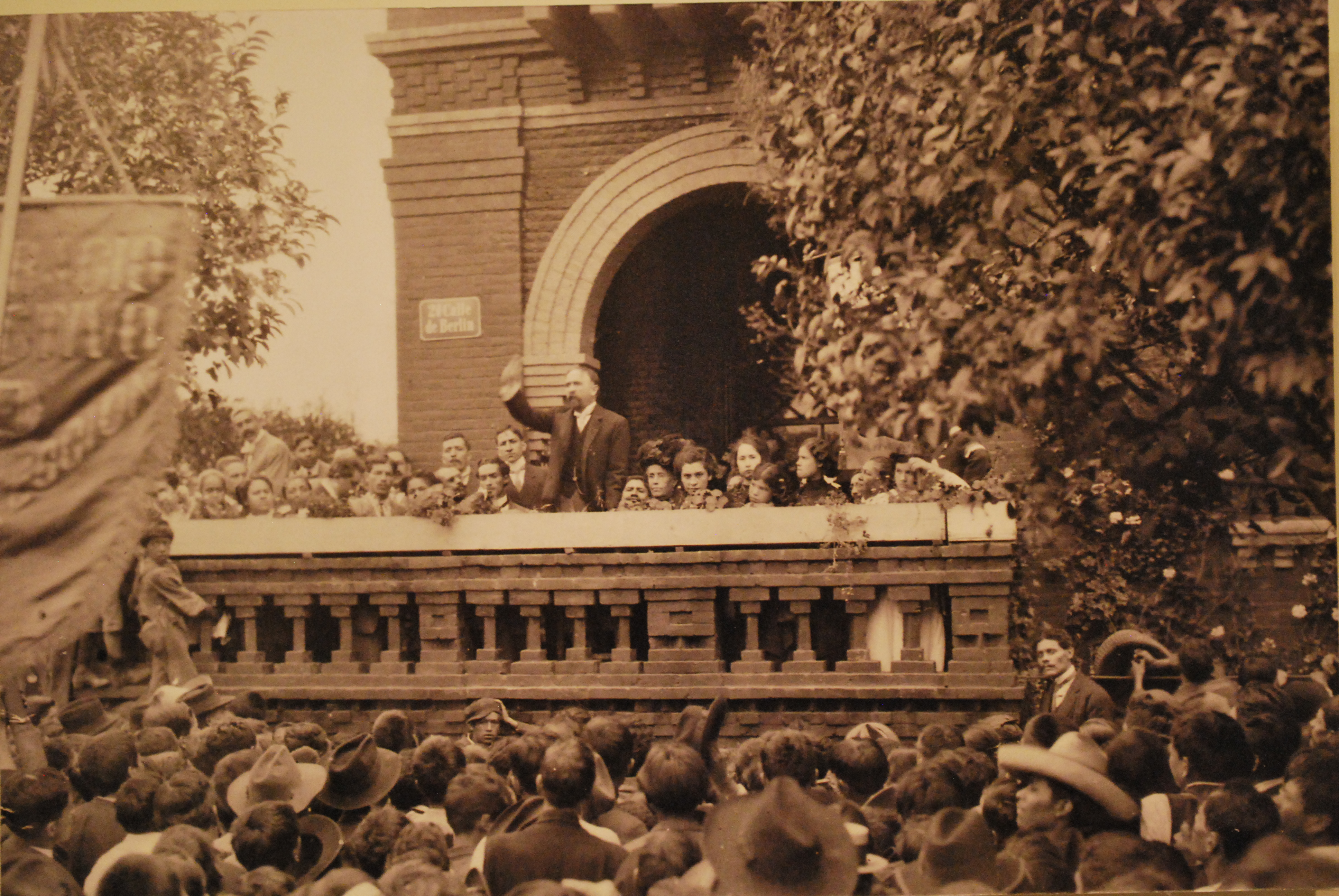
Madero pendant sa campagne électorale en 1910.

En 1905, il présente sans succès sa candidature au poste de gouverneur de l'État de Coahuila. En janvier 1909, après avoir surmonté la désapprobation initiale de son père, il publie un livre intitulé : La sucesión présidencial en 1910, qui connait un retentissement inattendu. Son slogan est le même que celui de Díaz à ses débuts : sufragio efectivo, no reelección (suffrage effectif et pas de réélection). Luttant contre le gouvernement de Porfirio Díaz, qui, sans cesse réélu, gouverne le pays depuis 1876, il crée le Parti national anti-réélectionniste le 22 mai 1909 et présente sa candidature aux élections de 1910. Accusé de fomenter une insurrection armée, il est arrêté le 16 juin 1910 et emprisonné à San Luis Potosí. Après s'être échappé de la prison, il se réfugie aux États-Unis et y proclame le plan de San Luis qui déclenche la révolution mexicaine.

## La révolution
Il appelle à une insurrection, dont la date est fixée au 20 novembre 1910. À la date prévue, le soulèvement est un fiasco. Ce n'est que dans l'État de Chihuahua, dominé par un grand propriétaire terrien, Luis Terrazas, et son gendre Enrique Creel, que Pascual Orozco prend les armes avec un groupe principalement formé de mineurs, tandis que Francisco Villa, un voleur de bétail et chef de bandits recherché par la police, rejoint un groupe de madéristes dirigés par Castulo Herrera. Le matin du 20 novembre, Madero lui-même, qui a traversé le Rio Grande, s'attendant à être accueilli par plusieurs centaines d'hommes, n'est rejoint que par une poignée de partisans et retourne bredouille aux États-Unis. Alors que, désespéré, il s'apprêtait à partir pour l'Europe, l'annonce des événements du Chihuahua lui redonne espoir.

## Présidence
Après la chute de Ciudad Juárez et le départ en exil de Porfirio Díaz qui veut empêcher une guerre civile, Madero, bénéficiant alors du soutien des États-Unis, remporte l'élection présidentielle d'octobre 1911 (es) en obtenant 18 826 voix et accède au pouvoir le 6 novembre.
Madero doit faire face à la désillusion de certains de ses propres partisans ou alliés du moment,  mais aussi à l'opposition des partisans de l'ancien régime, qui occupent encore de nombreux postes. Issu de la bourgeoisie, il connaît peu les conditions de vie et revendications des petits propriétaires, dont fait partie Zapata  et se préoccupe avant tout de rétablir la stabilité du pays. Emiliano Zapata réclame la restitution des terres communales nationalisées en vertu de la Loi Lerdo (1856) qui ne reconnaissait plus les titres de propriété communautaires datant de la colonie espagnole, bien que compréhensif à leur égard, il répond qu'une restitution de ces terres ne s’improvise pas et que les revendications des villageois  sont trop radicales.[réf. nécessaire] Il opère une réforme administrative, mais elle est partielle. Il annonce également une réforme de l'armée qui ne touchera cependant pas à la puissance et à l'influence des généraux porfiristes, tels que Bernardo Reyes et Felix Diaz (le neveu de Diaz), qui lui sont pourtant violemment hostiles.

## Assassinat
Au début de l'année 1913, Victoriano Huerta conspire avec Bernardo Reyes, Félix Díaz, le neveu de Porfirio, et l'ambassadeur américain Henry Lane Wilson (en) qui craint que l'arrivée au pouvoir de Madero n'ouvre une période d'instabilité. Le coup d'État est fixé au 9 février 1913. Il est convenu que Madero serait destitué et que Reyes lui succèderait jusqu'à ce que des élections permettent à Díaz d'accéder au pouvoir. Le coup d'État est le début d'une période confuse et sanglante qui dure dix jours. Cette période est connue en espagnol sous le nom de « Decena Trágica » (la décade tragique). Madero, qui ne soupçonne rien de la trahison de Huerta, prend une série de décisions qui lui sont fatales. Il confie à Huerta le commandement des troupes chargées de mater les rebelles menés par Díaz après la mort de Reyes.
Le 17 février, le frère du président, Gustavo A. Madero (qui a négocié l'appui de financiers américains, notamment de la Standard Oil pour la révolution contre Díaz), fait arrêter Huerta. Le président, pour des raisons inexplicables, le fait libérer.
Le 18 février, Francisco Madero est arrêté par le général Aureliano Blanquet et emprisonné. Huerta s'empare du pouvoir, après avoir convaincu Madero de démissionner et lui avoir donné sa parole qu'il aurait la vie sauve.
Le 19 février, Gustavo Adolfo Madero (es) est assassiné dans des conditions particulièrement atroces.
Le 22 février, Madero est assassiné en même temps que son vice-président Pino Suárez par des militaires chargés de les transférer du Palais national à un pénitencier, sous prétexte de tentative d'évasion. L'opération fut supervisée par le général Aureliano Blanquet et Cecilio Ocón. Le major Francisco Cárdenas (es)  qui commandait le détachement, fit descendre Madero et l'abattit de deux balles dans la tête. Le vice-président fut fusillé le long du mur du pénitencier.

## Personnalité
Madero était un adepte du spiritisme de Kardec,. Il était végétarien et non violent.
Le 30 novembre 1911, il est le premier président en exercice au monde à prendre l'avion durant un vol de 12 minutes sur un Deperdussin piloté par George Miller Dyott.
Madero figure sur de nombreuses monnaies et billets de banque mexicains. Son effigie apparaît sur les nouvelles pièces de 5 pesos de circulation courante de 2009, commémorant le 100e anniversaire de la Révolution.
Il figure désormais sur les nouveaux billets de 1000 pesos, en compagnie de Carmen Serdán Alatriste (es) et de Hermila Galindo mis en circulation le 20 novembre 2020. 